# Духовой
Духовой — посёлок в Богатовском районе Самарской области. Административно входит в сельское поселение Печинено.

## География
Посёлок Духовой лежит у подножия двух небольших холмов. На одном из холмов посажен сосновый лес протяжённостью около двух километров. Между холмами расположен овраг глубиной примерно 15 метров. На другом холме расположено поле. В самом конце озера находится родник.

## История
Посёлок получил своё название благодаря озеру Духовое, расположенному рядом с посёлком. Река Самара раньше впадала в озеро Духовой.

## Население
| 2010 |
| ---- |
| 22   |